# Austrarcturella cava
Austrarcturella cava là một loài chân đều trong họ Austrarcturellidae. Loài này được Hale miêu tả khoa học năm 1946.